# My Own Way (canción de Duran Duran)
«My Own Way» —en español: «Mi Propio Camino»— es el cuarto sencillo, y la segunda canción del segundo álbum de estudio de la banda británica de new wave Duran Duran. Fue compuesta por los miembros de la banda, producida por Colin Thurston, y publicada el 16 de noviembre de 1981. En las listas de Australia esta canción alcanzó el #8, fue el primer Top 10 de la Banda.
El sencillo fue diseñado como una liberación para capitalizar el posicionamiento en el Top 5 del anterior sencillo de la banda, "Girls on Film", pero antes de la grabación y el lanzamiento del segundo álbum de la banda Río (que se registró en los primeros meses de 1982).
"My Own Way", fue otro éxito, alcanzando el puesto # 14 en la UK Singles Chart. Alcanzó el puesto # 10 en Australia.
A pesar de su éxito, el sencillo ha sido a menudo citado por la banda como uno de los que menos les gusta, y rara vez tocada en vivo. El tecladista, Nick Rhodes, ha expresado su sorpresa de que "My Own Way" funcionó mejor que "Skin Trade" (1987), que terminó como canción disco del grupo de doce consecutivos Top 20 hits en el Reino Unido.

## La canción
La versión como sencillo de "My Own Way" tiene un tempo rápido y "cadenas de discoteca" organizado por Richard Myhill y Duran Duran.
Una versión más lenta fue posteriormente acerca de la Rio álbum, con un poco diferentes letras. Esta versión prescindido de las cadenas de discoteca en favor de un estilo de new wave con eco por parte de sintetizadores y más tarde fue remezclado por David Kershenbaum para el EP Carnival, y esta pista alterada apareció en la reedición estadounidense del álbum en vinilo y casetes Rio a finales de 1982. Todos los prensados de CD Rio han utilizado la mezcla original de álbumes del Reino Unido.
Aversión de la banda de "My Own Way" se evidencia por la omisión de la canción de todos los álbumes de compilación de Duran Duran. Ninguno de  Decade (1989) o de Greatest (1998) incluye la pista, aunque estuvo cerca en el segundo. Una promoción para Greatest incluye tanto "My Own Way" y "Careless Memories", pero el lanzamiento comercial los reemplazó con "Serious" de 1990 y "Electric Barbarella" de 1997.

## Video musical
El video de "My Own Way" se establece en la versión como sencillo, de un ritmo más rápido que la verdadera canción. Rara vez se mostró en MTV o VH1, y fue eclipsado rápidamente por los otros videos más famosos del álbum Rio. Al igual que los otros videos, ésta fue dirigida por Russell Mulcahy.
"My Own Way" fue filmado en un estudio decorado en su totalidad en rojo, blanco y negro. La banda interpreta la canción mientras que bailarines de flamenco giran en el fondo, y un loro colorido se sienta en los teclados. El video fue filmado en película de 35 mm en lugar de video, una tendencia que la banda había comenzado con sus anteriores videos como el de "Girls On Film".
Pequeños fragmentos de este video fue visto en la pantalla de proyección en el video de "Is There Something I Should Know?", Estrenada en 1983, y fue parte del álbum de 1983 de vídeo de la banda Duran Duran (Video). Sin embargo, no fue incluida en las compilaciones de video de Decada (1989) o Greatest (1999), a pesar de que fue incluida como bonus track en la edición en DVD de Live at Hammersmith '82! (2009).

## Formatos y canciones
– Sencillo en 7": EMI
1. «My Own Way» – 3:48
2. «Like An Angel» – 4:47

 – Sencillo en 12": EMI
1. «My Own Way» – 3:48
2. «Like An Angel» – 4:47
3. «My Own Way» (Night Version) – 6:32

- CD: Part of "Singles Box Set 1981-1985" boxset

1. «My Own Way» (Versión sencillo) – 3:48
2. «Like An Angel» – 4:47
3. «My Own Way» (Night Version) – 6:36

## Posicionamiento en listas
| Lista (1982)                            | Mejor posición |
| --------------------------------------- | -------------- |
| Australia (ARIA Charts)                 | 10             |
| Canadá (RPM Singles Chart)              | 23             |
| Estados Unidos (Billboard Hot 100)      | 34             |
| Estados Unidos (Mainstream Rock Tracks) | 35             |
| Portugal                                | 1              |
| Irlanda (IRMA)                          | 20             |
| Reino Unido (UK Singles Chart)          | 14             |
| Nueva Zelanda (Recorded Music NZ)       | 36             |

## Otras apariciones
Álbumes:
- Río (1983)
- Carnival (1982)
- Night Versions: The Essential Duran Duran (1998)
- Strange Behaviour (1999)
- Singles Box Set 1981-1985 (2003)
- Live at Hammersmith '82! (2009)

## Personal
- Simon Le Bon - Voz
- Nick Rhodes - Teclados, sintetizadores
- John Taylor - Bajo
- Roger Taylor - Percusión
- Andy Taylor - Guitarra